# Бояново (Мазовецьке воєводство)
Бояново (пол. Bojanowo) — село в Польщі, у гміні Радзанув Млавського повіту Мазовецького воєводства.
Населення — 100 осіб (2011).
У 1975-1998 роках село належало до Цехановського воєводства.

## Демографія
Демографічна структура станом на 31 березня 2011 року:
|          | Загалом | Допрацездатний вік | Працездатний вік | Постпрацездатний вік |
| -------- | ------- | ------------------ | ---------------- | -------------------- |
| Чоловіки | 52      | 14                 | 32               | 6                    |
| Жінки    | 48      | 13                 | 22               | 13                   |
| Разом    | 100     | 27                 | 54               | 19                   |